# Soritia
Soritia är ett släkte av fjärilar. Soritia ingår i familjen bastardsvärmare.

## Dottertaxa tillSoritia, i alfabetisk ordning[1]
- Soritia angustipennis
- Soritia battakorum
- Soritia bicolor
- Soritia binotata
- Soritia cecilia
- Soritia cicada
- Soritia circinata
- Soritia costimacula
- Soritia disrupta
- Soritia elizabetha
- Soritia fasciata
- Soritia flavomaculata
- Soritia gaedei
- Soritia javanica
- Soritia lampongana
- Soritia lata
- Soritia leptalina
- Soritia leptalinoides
- Soritia lydia
- Soritia major
- Soritia malaccensis
- Soritia microcephala
- Soritia moerens
- Soritia nigribasalis
- Soritia ochracea
- Soritia octopunctata
- Soritia pulchella
- Soritia risa
- Soritia sevastopuloi
- Soritia sexpunctata
- Soritia shahama
- Soritia transitaria
- Soritia triliturata
- Soritia unipunctata
- Soritia viridibasalis
- Soritia viridivena
- Soritia xanthophlebia